# 梁矩
梁矩（1426年—？），字叔方，廣東廣州府番禺縣人，匠籍，明朝政治人物。進士出身。

## 生平
廣東鄉試第四十名。景泰五年（1454年）甲戌科會試第二十六名，殿試登進士第三甲第三十六名。

## 家族
曾祖梁宗遠。祖父梁文禧。父亲梁義名。